# Primera División Uruguaya 1963
Il campionato era formato da dieci squadre e il Nacional vinse il titolo.

## Classifica finale
| Pos. | Squadra              | G  | V  | N | P  | GF | GS | Punti |
| ---- | -------------------- | -- | -- | - | -- | -- | -- | ----- |
| 1    | Nacional             | 18 | 15 | 1 | 2  | 40 | 10 | 31    |
| 2    | Peñarol              | 18 | 14 | 2 | 2  | 40 | 17 | 30    |
| 3    | Montevideo Wanderers | 18 | 8  | 5 | 5  | 24 | 20 | 21    |
| 4    | Fénix                | 18 | 7  | 5 | 6  | 24 | 27 | 19    |
| 5    | Racing Montevideo    | 18 | 7  | 4 | 7  | 24 | 25 | 18    |
| 6    | Rampla Juniors       | 18 | 7  | 2 | 9  | 27 | 27 | 16    |
| 7    | Danubio              | 18 | 7  | 2 | 9  | 26 | 37 | 16    |
| 8    | Cerro                | 18 | 4  | 5 | 9  | 26 | 32 | 13    |
| 9    | Defensor             | 18 | 3  | 2 | 13 | 16 | 31 | 8     |
| 10   | Liverpool            | 18 | 3  | 2 | 13 | 21 | 42 | 8     |

G = Partite giocate; V = Vittorie; N = Nulle/Pareggi; P = Perse; GF = Goal fatti; GS = Goal subiti; 

## Classifica marcatori
| Gol |  |  | Giocatore   | Squadra |
| --- |  |  | ----------- | ------- |
| 18  |  |  | Pedro Rocha | Peñarol |